# British Summer Time
Durante British Summer Time (BST) o horário de verão britânico, o horário civil no Reino Unido é adiantado uma hora em relação ao horário de Greenwich (GMT), alterando o fuso horário de UTC±00h00 para UTC+01h00, para que as manhãs tenham uma hora a menos de luz do dia e à noite uma hora a mais.